# Lex Manilia
Lex Manilia е закон, по предложение на народния трибун Гай Манилий през 66 пр.н.е. е приет от Народното събрание.
Той обслужва Помпей Велики с един imperium extraordinarium (извънредно главно командване) във войната против Митридат VI от Понт и Тигран II от Армения. За предложението на Манилий говори и Марк Тулий Цицерон с речта си Pro lege Manilia (също: De imperio Cn. Pompei).